# 喬爾·麥克哈爾
喬爾·麥克哈爾（英語：Joel McHale，1971年11月20日—）是美國的一位喜劇演員、演員、作家、電視節目主持人和製作人。他最著名的作品是在廢柴聯盟中飾演Jeff Winger角色。

## 早期生活
麦克哈尔于1971年11月20日出生在罗马，他是曾在洛约拉大学罗马中心担任学生院长的杰克·麦克哈尔和妻子劳里的儿子。他的父亲是美国人，来自芝加哥，而他的母亲是加拿大人，是温哥华人。麦克海尔是爱尔兰和挪威后裔，从小信奉天主教。他在华盛顿州的默瑟岛长大，曾短暂地住在新泽西州的哈特菲爾德，後回到默瑟岛。他在默瑟島高中就读。1995年，他在华盛顿大学获得历史学学士学位，并曾短暂地加入Theta Chi兄弟会。
麦克海尔被招入华盛顿大学赛艇队，但后来加入了华盛顿哈士奇橄榄球队。虽然他的大多数队友都获得了运动奖学金，但他是一个无奖学金球员，他在队裡打了两年的近端锋，却没有出现在实际的比赛中。他是西雅图KING-TV制作的本地小品表演节目《Almost Live!》一位演员。从1993年到1997年，他是Unexpected Productions的即兴喜剧组成员，参加了位于西雅图市中心派克市场的市场剧院的Theatersports!活動。他获得了华盛顿大学专业演员培训项目的艺术硕士学位。

## 作品列表
| 年份   | 作品名   | 角色      |
| ------ | -------- | --------- |
| 2012年 | 泰迪熊1  | 雷克斯    |
| 2009年 | 废柴联盟 | 杰夫·温格 |